# Đuro Gašparović

Bischofswappen von Đuro Gašparović

Đuro Gašparović (* 20. Juni 1951 in Golubinci, SR Serbien, Jugoslawien) ist ein kroatischer Geistlicher und emeritierter römisch-katholischer Bischof von Syrmien.

## Leben
Đuro Gašparović wurde in der Ortsgemeinde Golubinci in Syrmien geboren. Er besuchte dort die Grundschule und Mittelschule. Später besuchte er die Gymnasien in Zagreb und Đakovo, wo er sein Abitur erlangte. Anschließend studierte er von 1972 bis 1977 Katholische Theologie und Philosophie und empfing am 29. Juni 1977 das Sakrament der Priesterweihe. Seine erste Kaplanstelle wurde für ein Jahr Ruma in Syrmien, von 1978 bis 1979 Irig. 1979 setzte er seine Studien in Rom fort und schloss mit dem Magister in Liturgiewissenschaften an der päpstlichen Fakultät Anselmianum ab. Zudem erlangte Đuro Gašparović ein Diplom im Fachgebiet des Kirchenrecht und Privatrecht. 1980 wurde er zum Vizerektor der römischen Titelkirche San Girolamo dei Croati ernannt. 1992 wurde er zudem Mitarbeiter in der Kongregation für die Evangelisierung der Völker.
Am 5. Juli 1996, dem Gedenktag der Slawenapostel Kyrill und Method, ernannte Papst Johannes Paul II. Đuro Gašparović zum Titularbischof von Mattiana und zum Weihbischof im Bistum Đakovo und Syrmien. Die Bischofsweihe spendete ihm Franjo Kardinal Kuharic, der Erzbischof von Zagreb, am 5. Oktober 1996; Mitkonsekratoren waren Ćiril Kos, der Bischof von Đakovo und Syrmien, und Marin Srakić, Koadjutorbischof von Đakovo und Syrmien.
Gašparović wurde am 18. Juni 2008 von Papst Benedikt XVI. zum Bischof des Bistums Syrmien ernannt. Am 14. Februar 2024 nahm Papst Franziskus das vorzeitige Rücktrittsgesuch von Đuro Gašparović an.